# 111th Street (Fulton Street Line)
111th Street is een station van de metro van New York aan de Fulton Street Line, in het stadsdeel Queens. Het station is geopend in 1915. Lijn  maakt gebruik van dit station.

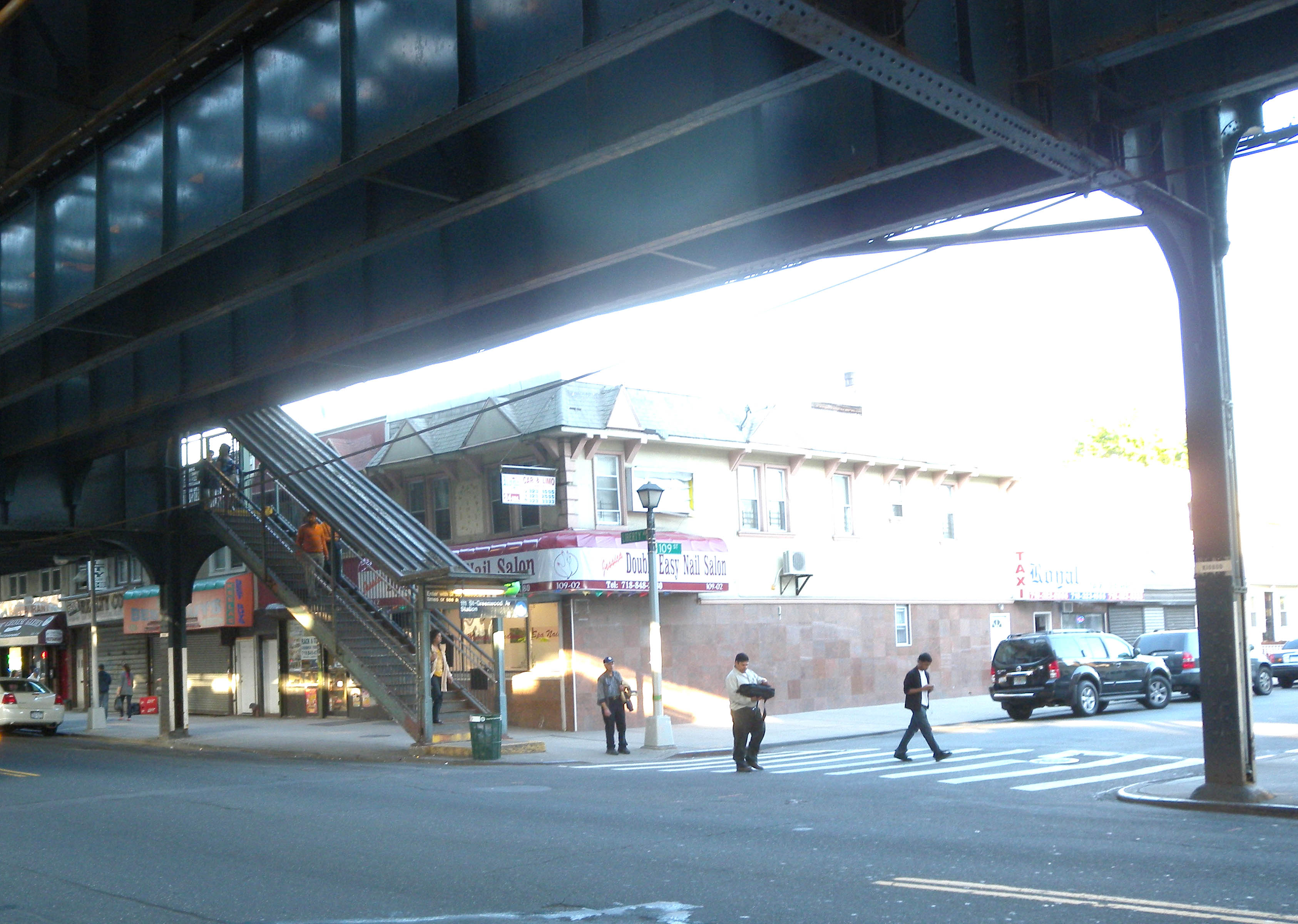
Toegang vanaf straatniveau
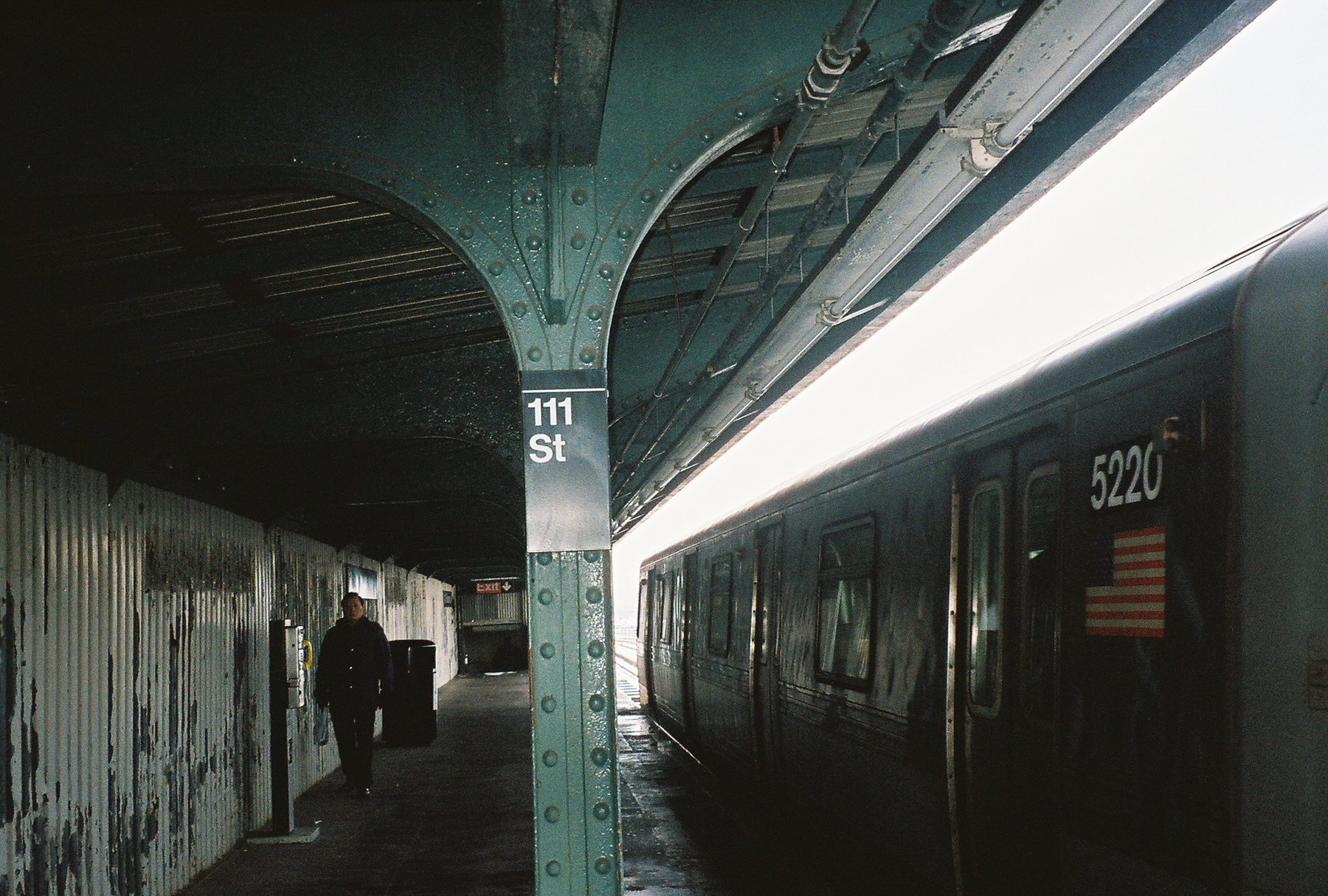
Een vertrekkende  trein richting Lefferts Boulevard

 ·  ·  ·  ·  ·  ·  ·  ·  · 